# AS Nyuki
El AS Nyuki es un equipo de fútbol de la República Democrática del Congo que juega en la Linafoot, la primera división de fútbol en el país.

## Historia
Fue fundado en el año 1977 en la ciudad de Butembo y fue un equipo desconocido dentro de su país hasta que en la temporada 2017/18 ganó la Copa de Congo al vencer en la final 2-1 al JS Kinshasa, convirtiéndose en el primer equipo de Butembo en ganar un título deportivo, y con ello logró su clasificación a la Linafoot por primera vez en su historia.
A nivel internacional ha participado en un torneo continental, en la Copa Confederación de la CAF 2018-19, donde fue eliminado en la primera ronda por el Petro Atlético de Angola.

## Palmarés
- Copa de Congo: 1

2017/18

## Participación en competiciones de la CAF
| Temporada | Torneo                       | Ronda      | Club           | Casa | Visita | Global      |
| --------- | ---------------------------- | ---------- | -------------- | ---- | ------ | ----------- |
| 2018/19   | Copa Confederación de la CAF | Preliminar | Al-Ahly Shendi | 1-0  | 0-1    | 1-1 (3-1 p) |
| 2018/19   | Copa Confederación de la CAF | 1          | Petro Atlético | 0-1  | 0-1    | 0-2         |